# Schrei der Gänse
Schrei der Gänse ist ein Kriminalhörspiel aus der Reihe des Radio-Tatorts. Die Textvorlage stammt von John von Düffel, der hier erstmals für Radio Bremen das Skript um das Bremer Ermittlerduo Hauptkommissarin Claudia Evernich und Claas Berding sowie dem sie begleitenden Staatsanwalt Dr. Kurt Gröninger lieferte. Schrei der Gänse wurde zum ersten Mal am 16. Mai 2008 ausgestrahlt. Neben den Hauptdarstellern trat mit Gerd Baltus ein weiterer namhafter Sprecher auf.
Der vorliegende 5. Fall der Gesamtreihe und erste Fall des Bremer Tatorts verbindet mit der Ankunft von Staatsanwalt Dr. Kurt Gröninger aus Bremerhaven in Bremen, der Einführung der weiteren Hauptfiguren die Konzentration auf eine Reihe von Missbrauchsfällen, die auf dem realen Fall des Serientäters Martin Ney beruhen, der erst drei Jahre später aufgeklärt wurde.

## Inhalt

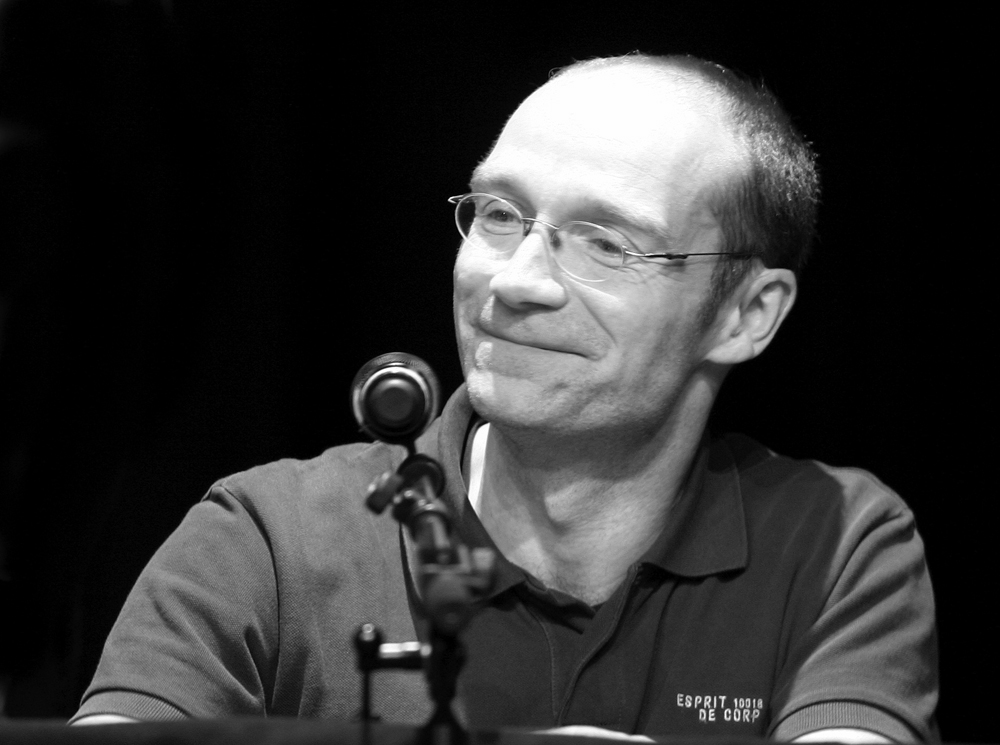
Autor John von Düffel, 2008

Der junge Staatsanwalt Dr. Kurt Gröninger wird von Bremerhaven nach Bremen versetzt. Während er in seinem vorigen Bereich für OK (Organisierte Kriminalität) und Wirtschaftskriminalität zuständig war, soll er nun in der alten Hansestadt die Strafverfolgung von Kapitalverbrechen mitgarantieren. Der prinzipientreue Pedant, eingefleischte Fahrradfahrer und scheinbar humorlose Jurist trifft in Bremen auf ein ihm zuarbeitendes Ermittlerteam, das in keiner Weise nach seinem Geschmack ist.
Die Hauptkommissarin Claudia Evernich ist zwar äußerst erfahren und rund 15 Jahre älter als Gröninger, wirkt jedoch in ihrer burschikosen Art und ihrem laxen Umgangston mit ihm und ihrem jüngeren Assistenten Claas Berding wie eine ständige Provokation für ihn. Trotz seines wiederholten Angebotes zur Zusammenarbeit scheint sie wenig teamfähig zu sein.
Bei dem aktuellen Fall, bei dem die drei zum ersten Mal zusammenarbeiten werden, handelt es sich um Kindesmissbrauch in der näheren Umgebung von Bremen. Tathergang und Fundort erinnern Evernich an eine Reihe ähnlicher Vorfälle Ende der 1990er, als sie bei einer Sonderkommission arbeitete. Im Umfeld von Zeltlagern, Schullandheimen und Internaten musste in weit mehr als 40 Missbrauchsdelikten an Jungen im Alter von neun bis dreizehn Jahren ermittelt werden. Drei Jungen wurden sogar verschleppt und stranguliert. In keinem der Fälle gelang der Polizei damals eine Aufklärung. Auffälliges Detail der Morde blieb der zeitliche Abstand von genau drei Jahren. Und auch diesmal sind drei Jahre seit dem letzten Mord vergangen.
Zunächst scheint die örtliche Polizei die Meldung eines Heimleiters über das Verschwinden der Gans Klärchen nicht ernstzunehmen. Die Hauptkommissarin sieht den Fall jedoch differenzierter, da es sich dabei um eine Wachgans handelte. Diese hatte man dort angeschafft, nachdem vor drei Jahren ein Junge aus dem Landschulheim nach seiner rätselhaften Entführung ermordet worden war. Als eines Nachts der neunjährige Alexander von einem Fremden Besuch bekommt und wenig später verschwindet, überschlagen sich die Ereignisse und Evernich reißt die Ermittlungen trotz des Hinzuziehens eines Profilers fast im Alleingang an sich. Doch der Fall wird ein offenes Ende haben.

## Hintergrund

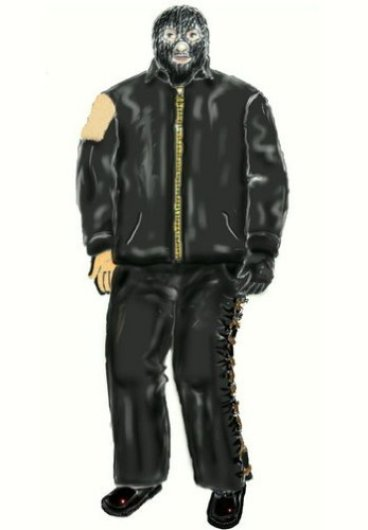
Fahndungsbild der Polizei Niedersachsen zum Maskenmann

Thematische Grundlage des vorliegenden Radio-Tatort bildeten die zum damaligen Zeitpunkt noch nicht aufgeklärten Fälle eines Serientäters, des sogenannten Schwarzen Manns oder Maskenmanns. Viele Zuhörer äußerten in ihren Kommentaren daher ihre Verwunderung über das abrupte Ende des Falls ohne Auflösung. Die Redaktion des Senders antwortete daher: „Schrei der Gänse ist ein in sich abgeschlossenes Stück nach einem realen, bisher ungelösten Fall. Der Autor John von Düffel wie auch die Bremer Redaktion haben sich bewusst für diesen offenen Schluss entschieden und sich dabei am aktuellen Ermittlungsstand der Polizei orientiert. Dieser Realitätsgehalt war für John von Düffel – bei aller sonst gegebenen Fiktionalität – ein zentraler Punkt.“
Ingeborg Kallweit als Pathologin Dr. Elisabeth Michel gehört hier wie auch im folgenden Fall, Die Unsichtbare, noch nicht zum festen Stamm des Ermittlerteams; sie wird erst in den späteren Folgen wie Wer sich umdreht oder lacht … oder Ein klarer Fall auftauchen.

## Rezension
- „Das Verschwinden einer Gans sorgt für Aufmerksamkeit bei Claudia Evernich, die mehr dahinter vermutet. Dieser Auftakt klingt ein wenig unglaubwürdig und sorgt für einen leicht holprigen Start in die Haupthandlung. Diese entwickelt sich dann aber wiederum sehr ansprechend zu einem ordentlichen und spannenden Kriminalfall. Das Ende wiederum ist ungewöhnlich – ich will nicht zuviel verraten, aber auf die Meinungen der Hörer dazu, bin ich sehr gespannt. Die überschaubare Besetzungsliste ist gut zusammengestellt. Alle Sprecher agieren auf gutem Niveau und sind durch die Bank in ihren Rollen glaubhaft. Gerade Marion Breckwoldt füllt ihre starke Rolle richtig gut aus. Markus Meyer hat da etwas das Nachsehen, da seine Figur (noch) nicht eine vergleichbar einprägsame Farbe hat. Die Umsetzung von Christiane Ohaus ist durchaus gelungen. Sehr gut atmosphärisch ausgekleidet sind insbesondere die Szenen, in denen es ordentlich spannend zugeht. Aber auch die Idee, den Kinderchor mit stets thematisch passenden Liedern einzubinden, hat mir richtig gut gefallen. Ein erneut ordentlicher Eintrag in die Radiotatort-Liste - allerdings hat die Geschichte einige Ecken, die bei nicht jedem Hörer auf Wohlwollen stoßen könnten. Antesten sollte man aber auch diesen fünften Radiotatort auf jeden Fall!“[4]
- „In den Medien, in denen die Hinweise auf Rundfunksendungen, wenn überhaupt noch vorhanden, nur noch mit der Lupe gefunden werden konnten, wird der Hörfunk wieder wahrgenommen. Und die Kritiken – ganz gleich wie sie ausfallen – sie sind sogar ausführlich!“[5]
- „Es ist nicht so, dass sich das Hörspiel wirklich von den Tatort-Bildern aus dem Fernsehen löst. Die Fantasie produziert kaum etwas Anderes, als das vom Fernsehen Geprägte. Zu ähnlich sind die Erzählweise und die szenische Darstellung, das konnte das Radio schon einmal besser. Aber der Umgang mit der Auflösung des Falles ist offener. Was ein Hörspiel an Bildern schaffen kann, funktioniert besser, wenn man nicht zum Fernsehen schielt. Aber zum Entspannen reicht's ja.“[6]

## Ausgaben
- John von Düffel: Schrei der Gänse. Regie: Christiane Ohaus, Der Hörverlag 2008, ISBN 978-3-86717-664-4.